# Royal Football Club houdinois
Maillots
Dernière mise à jour : 1er mai 2022.
Le Royal Football Club Houdinois est un club de football belge basé à Houdeng-Gœgnies, près de La Louvière. Lors de la saison 2025-2026, il évolue en première provinciale.

## Le Club
Le club porte le matricule 704. Le Royal Football Club houdinois a été fondé en 1926[réf. souhaitée], année au cours de laquelle il a été affilié à la Fédération belge de football (U.R.B.S.F.A.).
Il existait à l'époque deux clubs amateurs dans les communes contiguës de Houdeng-Goegnies et Houdeng-Aimeries, deux communes du Hainaut si proches l'une de l'autre qu'on les nommait souvent ensemble sous le vocable "Les deux-Houdeng".
Le club d'Houdeng-Aimeries s'appelait le Football Club houdinois tandis que celui d'Houdeng-Goegnies avait pour appellation le Sporting Club houdinois. Il arrivait souvent que les deux clubs se rencontrent au cours de joutes amicales.
Ce fut le Football Club houdinois qui prit en premier la décision de s'affilier à la Fédération en juillet 1926. Il jouait sous les couleurs rouge et noir.
Mais les finances des deux clubs étaient précaires et, sous l'emprise de la raison, ils se mirent ensemble autour de la table pour tenter de trouver des solutions. C'est ainsi qu'en novembre 1926 le Sporting Club houdinois vint rejoindre le Football Club houdinois.
L'appellation du club d'Houdeng-Aimeries fut maintenue ainsi que les couleurs rouge et noir.
C'est à partir de ce jour que commença la grande aventure du Football Club Houdinois.
Et en 1952, sa Majesté le Roi Léopold III lui conféra le titre de "Royal" pour lui donner son appellation actuelle, le Royal Football Club Houdinois.
Sous la houlette d'une bande de comitards passionnés, le club gravit rapidement les échelons de la hiérarchie provinciale pour atteindre la division un provinciale.
Comme il faisait de fréquents aller-retours soit vers la division inférieure, soit vers la division supérieure, le club fut surnommé "le club des ascenseurs" par référence aux ascenseurs hydrauliques construits sur le territoire des deux communes à la fin du XIXe siècle et destinés à rattraper les différences de niveaux entre les biefs du canal du Centre. Au cours des différentes époques, le RFC houdinois joua toutefois le plus souvent en 1re provinciale (52 saisons sur 79), division au sein de laquelle il évolue actuellement.

## Historique
- 1914 : "Le football en les deux communes de Goegnies et Aimeries débuta pendant la guerre 1914-1918" (LA VIE SPORTIVE 30/07/1932)
- 1923 : fondation de Football Club houdinois le 11/11/1923
- 1926 : affiliation à l'Union Royale Belge des Sociétés de Football Association (URBSFA) le 18/06/1926; le club reçoit le numéro matricule 704 (maillot rayé en hauteur bordeaux et noir, culotte blanche)
- 1952 : après obtention du titre de Société royale vers 29/12/1951, changement de dénomination en Royal Football Club houdinois (704) le 02/04/1952

## Résultats dans les divisions nationales
Statistiques mises à jour le 13 juillet 2012

### Bilan
| Niv | Divisions     | Jouées | Titres | TM Up | TM Down |
| --- | ------------- | ------ | ------ | ----- | ------- |
| I   | 1re nationale | 0      | 0      |       |         |
| II  | 2e nationale  | 0      | 0      |       |         |
| III | 3e nationale  | 4      | 0      |       |         |
| IV  | 4e nationale  | 12     | 0      |       |         |
| V   | 5e nationale  | 0      | 0      |       |         |
|     |               |        |        |       |         |
|     | TOTAUX        | 16     | 0      | 0     | 0       |

- TM Up : test-match pour départager des égalités, ou toutes formes de Barrages ou de Tour final pour une montée éventuelle.
- TM Down : test-match pour départager des égalités, ou toutes formes de Barrages ou de Tour final pour le maintien.

### Classements
| Ordre               | Saison  | Nom du club     | Niveau                 | Classement final | Remarques |
| ------------------- | ------- | --------------- | ---------------------- | ---------------- | --------- |
| 1                   | 1945-46 | FC houdinois    | Promotion (D3) série C | 15e/18           | Relégué!  |
| séries provinciales |         |                 |                        |                  |           |
| 2                   | 1949-50 | FC houdinois    | Promotion (D3) série B | 8e/16            |           |
| 3                   | 1950-51 | FC houdinois    | Promotion (D3) série D | 11e/16           |           |
| 4                   | 1951-52 | FC houdinois    | Promotion (D3) série A | 16e/16           | Relégué!  |
| séries provinciales |         |                 |                        |                  |           |
| 5                   | 1953-54 | R. FC houdinois | Promotion série C      | 5e/16            |           |
| 6                   | 1954-55 | R. FC houdinois | Promotion série B      | 12e/16           |           |
| 7                   | 1955-56 | R. FC houdinois | Promotion série A      | 8e/16            |           |
| 8                   | 1956-57 | R. FC houdinois | Promotion série B      | 10e/16           |           |
| 9                   | 1957-58 | R. FC houdinois | Promotion série B      | 11e/16           |           |
| 10                  | 1958-59 | R. FC houdinois | Promotion série B      | 13e/16           |           |
| 11                  | 1959-60 | R. FC houdinois | Promotion série A      | 4e/16            |           |
| 12                  | 1960-61 | R. FC houdinois | Promotion série B      | 15e/16           | Relégué!  |
| séries provinciales |         |                 |                        |                  |           |
| 13                  | 1969-70 | R. FC houdinois | Promotion série C      | 15e/16           | Relégué!  |
| séries provinciales |         |                 |                        |                  |           |
| 14                  | 1973-74 | R. FC houdinois | Promotion série A      | 3e/16            |           |
| 15                  | 1974-75 | R. FC houdinois | Promotion série D      | 15e/16           | Relégué!  |
| séries provinciales |         |                 |                        |                  |           |
| 16                  | 2006-07 | R. FC houdinois | Promotion série A      | 15e/16           | Relégué!  |
| séries provinciales |         |                 |                        |                  |           |

### Sources et liens externes
- (nl) « Fiche de l'équipe », sur Belgian Soccer Database
- Site officiel du club